# ひし美ゆり子
ひし美 ゆり子（ひしみ ゆりこ、1947年〈昭和22年〉6月10日 - ）は、日本の女優。本名は菱見 地谷子。 身長158センチメートル。

## 来歴・人物
東京都中野区鷺宮1丁目（現・若宮1丁目）生まれ。父は北海道出身で戦時中は技術者として兵器の会社に勤務していたほか、後の千葉工業大学で教えていたこともある。父方の祖父は江戸出身で、彰義隊の残党として北海道に移り住み、ミス北海道の女性と結婚した。
父は戦後、手動式拡大コピー機の会社「スミラ工藝社」を興して成功したが、やがて事業に失敗し、負債処理のために中野の家を引き払い、1954年8月、三鷹市牟礼（現・井の頭4丁目）に転居。
1963年、中野区立北中野中学校から藤村女子高等学校に入学。高校2年の終りの頃、東宝主催「ミス東京セニョリータ」の準ミスに選ばれ、ステレオセットや電気ミシンなどの賞品を獲得。これがきっかけで東宝のカメラテストに呼ばれ、東宝ニューフェイスの後身の第6期オール東宝ニュータレントに選ばれ東宝に入社。東宝俳優養成所を経て1966年に『パンチ野郎』でデビュー。同期には牧れい、小林夕岐子、若原啓子などがいる。
デビュー当初は本名の菱見地谷子名義で活動し、1967年から菱見 百合子に改名。『ウルトラセブン』の友里アンヌ隊員役で知られる。
1972年、東宝との専属契約が切れ、女優は辞めるつもりでいたが、個人的な記念のつもりで撮ったヌードが「週刊プレイボーイ」に流出し、これを切っ掛けに東映の『不良番長』に出演し女優を続ける。以降、フリーとなって気分一心で現在の名前に改名。『ポルノ時代劇 忘八武士道』『好色元禄㊙物語』など東映の成人映画にも出演した。『新仁義なき戦い 組長の首』でも見事な肢体を披露し、主人公たちを翻弄する魔性の女を演じた。その後も数多くのテレビドラマ・時代劇など各種作品に出演。
私生活では、1975年に一般男性と結婚し、子供（1人）をもうけたが、わずかな期間で離婚。1979年11月、8歳年下の中華料理店経営の一般男性と結婚。この男性の間には3人の子供をもうけたが、2016年11月に離婚している。
自伝『セブンセブンセブン -わたしの恋人ウルトラセブン-』などの著作がある。
近年はトークショー「ゆり子の友達の和！」やオンライントークショーを企画したり、円谷プロ関連のイベントに参加するなど、積極的にファンとの交流活動を続けている。
2020年代に入ってからは女優業を休業している。
2025年4月25日、元俳優・岡崎徹（『仮面ライダーアマゾン』で主役）と、年内に結婚することを発表し、5月23日、熊本県葦北郡芦北町役場に婚姻届を提出した。

## 人物・エピソード
デビューのきっかけとなった「ミス東京セニョリータ」へは高校の友人の誘いによりともに参加した。しかし、華やかな他の参加者に引け目を感じ、さらに人前で喋ることを苦手としていたため水着審査や演技審査を避けて途中で帰宅しようとしたが、ロビーに置かれていた豪華賞品を見て思い直し、我慢して審査を受けたという。後にひし美が聞いたところによれば、1位は当初から決まっていた。
本格的な初レギュラー作となったテレビドラマ『天下の青年』では、ワンカットの長台詞を覚えられず、監督の福田純からこっぴどく叱られ、四十数年後もトラウマのように覚えているという。後に『地球攻撃命令 ゴジラ対ガイガン』で福田と再会した際は優しく接しられ、女優として認めてもらえたと感じたことを述懐している。
『ウルトラセブン』のアンヌ役は、映画出演決定を理由に降板した豊浦美子の代役として急遽決まり、撮影の前日に突然呼ばれたため、コスチュームの製作が間に合わず、やむを得ず豊浦のサイズに合わせて製作してあったものを着用した。しかし、菱見には小さすぎ、身体にぴったりとフィットしたものになったという。なお、胸部の窮屈さから菱見はコスチュームの脇の下にある黒い蛇腹の部分を、こっそり切って使用していたという。
後年はアンヌ役として知られるが、『セブン』放送当時は街中で声をかけられるようなこともなく、人気を認識するようなことはなかったという。ひし美自身は、子供の視聴者が「アンヌが好き」というのは恥ずかしかったのだろうと推測している。一方、自身が出演した『ゴジラ対ガイガン』を劇場で見た際に、観客の子供から「アンヌ隊員だ」という声が挙がったという。
子供の頃からボクシングなどスポーツを見ることが好きで、アンチ巨人ファンとかつてウルトラセブンで共演した毒蝮三太夫のYouTubeチャンネル「マムちゃんねる」のラジオ対談のなかで語っている。

## 所属事務所
- 東宝俳優養成所（女優部）（1965年 - 1972年）
- 独立企画（1981年）[18]
- 糟谷企画（1993年 - 1995年）[19]
- アクセスエンタープライズ（1999年）[20]

## 出演作品

### 映画
- パンチ野郎（1966年9月、東宝） - 店員
- あこがれ（1966年10月、東宝） - 鈴木先生
- お嫁においで（1966年11月、東宝） - 照子
- 落語野郎 大馬鹿時代（1966年11月、東宝）
- 若大将シリーズ（東宝）
  - レッツゴー!若大将（1967年） - 店員
  - ブラボー!若大将（1970年） - たまみ
  - 俺の空だぜ!若大将（1970年） - 秘書
- クレージーだよ天下無敵（1967年、東宝） - CMタレント[注釈 3]
- 颱風とざくろ（1967年、東宝） - 永瀬やす子
- 恋にめざめる頃（1969年、東宝） - 啓子
- ひらヒラ社員 夕日くん（1970年、東宝） - 百合子
- 走れ！コウタロー 喜劇・男だから泣くサ（1971年、東宝） - 馬越かすみ
- 昭和ひとけた社長対ふたけた社員（1971年、東宝） - ホステス
- 昭和ひとけた社長対ふたけた社員 月月火水木金金（1971年、東宝）
- 地球攻撃命令 ゴジラ対ガイガン（1972年、東宝） - 友江トモ子[出典 4][注釈 4]
- 鏡の中の野心（1972年、松竹） - 筒見杏子[注釈 5]
- 不良番長（東映）
  - 不良番長 一網打尽 （1972年） - ヨーコ
  - 不良番長 骨までしゃぶれ （1972年） - 虎尾月子
- まむしの兄弟 刑務所暮し四年半（1973年、東映） - マキ
- 高校生無頼控
  - 高校生無頼控 突きのムラマサ（1973年、国際放映 / 東宝） - 小千谷陽子
  - 高校生無頼控 感じるゥームラマサ（1973年、東宝） - 芸者まり奴
- ポルノ時代劇 忘八武士道（1973年、東映） - お紋 / おしの[注釈 6]
- 三池監獄 兇悪犯（1973年、東映） - お玉
- 同棲時代（1973年、松竹） - 五十嵐澄江
- メス（1974年、松竹） - 佐藤
- 妹（1974年、日活） - 女子大生
- 新仁義なき戦い 組長の首（1975年、東映） - 綾
- 昭和枯れすすき（1975年、松竹）
- 好色元禄㊙物語（1975年、東映） - 主役:お夏
- 黄金の犬（1979年、松竹） - 美沙
- 海潮音（1980年、ATG） - とし江
- ぼくはSLをみた（1980年 、東映教育映画部） - ミノルの母[21]
- 四畳半色の濡衣（1983年、東映） - 久子
- この子を残して（1983年、松竹 / ホリ企画） - 誠一の妻（現代）
- 野獣死すべし（1997年、大映） - 智子
  - 野獣死すべし 復讐篇（1997年、大映） - 伊達智子
- ウルトラシリーズ
  - ウルトラマンゼアス2 超人大戦・光と影（1997年、松竹 / 円谷プロ） - ゼアスを応援する主婦
  - ウルトラマンメビウス&ウルトラ兄弟（2006年、松竹 / 円谷プロ） - 友情出演
  - 大決戦!超ウルトラ8兄弟（2008年、松竹 / 円谷プロ） - モロボシ・アンヌ
- シルバー假面（2006年、ジェネオンエンタテインメント） - 敷島教授
- 真・女立喰師列伝 / 金魚姫 鼈甲飴の有理（2007年、ジェネオンエンタテインメント） - 鼈甲飴の有理（菱見有里）
- 音ノ葉（2013年春公開予定、未公開）[注釈 7][23] - 下町の未亡人の女医[24]
- インターミッション（2013年、オブスキュラ / 東北新社） - 映画館の観客 ユリコ[25]
- 校庭に東風吹いて（2016年、ゴーゴービジュアル企画） - 霜山苑子

### テレビドラマ

#### レギュラー・準レギュラー出演

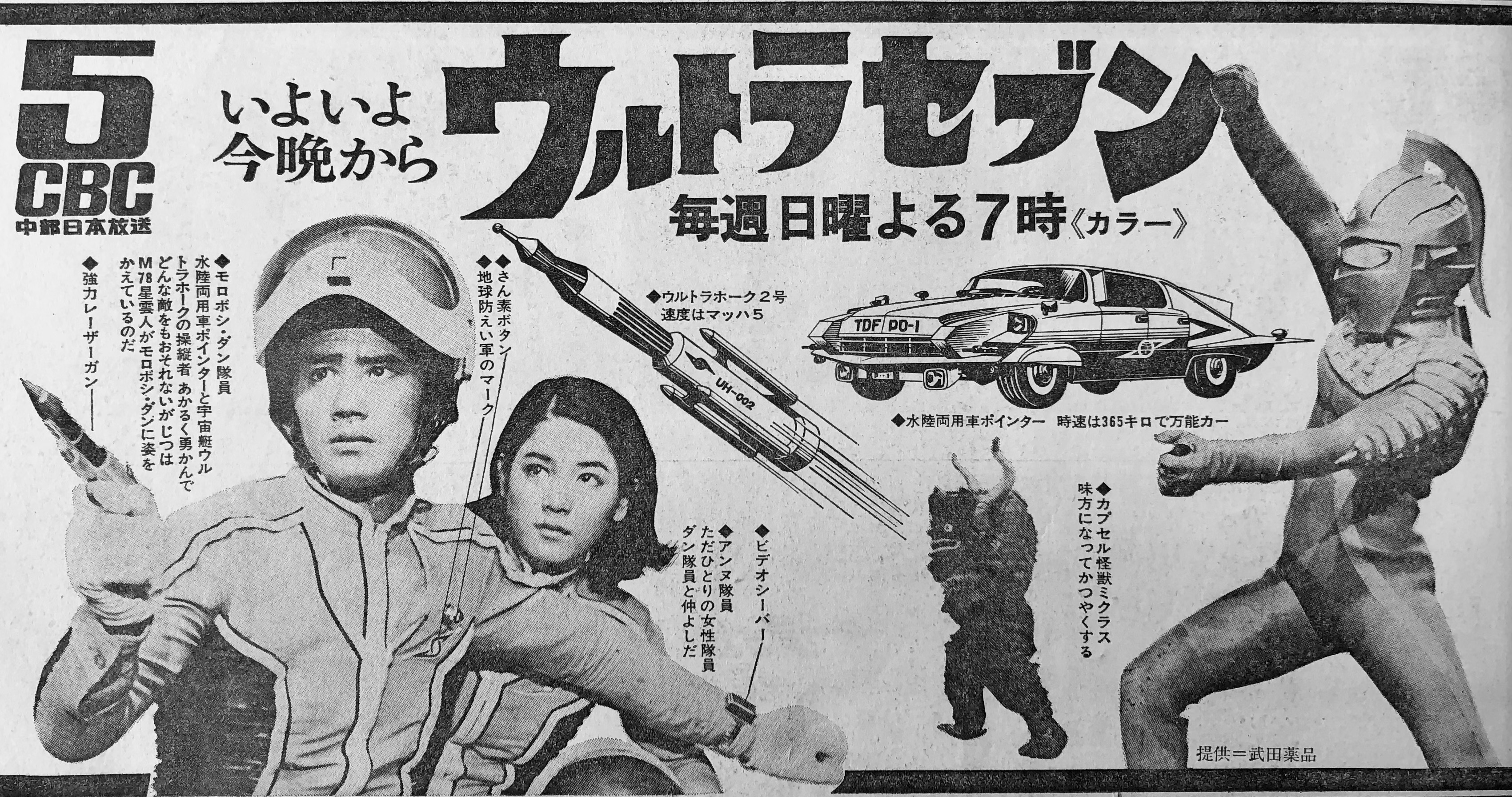
放映開始日（1967年10月1日）に中日新聞朝刊に掲載された『ウルトラセブン』の広告

- 天下の青年（1967年、フジテレビ / 東宝） - 桜井和子
- ウルトラセブン（1967年 - 1968年、TBS / 円谷プロ） - アンヌ[注釈 8]
- 37階の男（1968年、日本テレビ / 東宝 / 宝塚映画） - 葵レナ子[注釈 9]
- フジ三太郎（1968年 - 1969年、TBS / 国際放映）
- ナショナル劇場 / ドカンと一発!（1968年、TBS）
- 東京コンバット（1969年、フジテレビ / 東宝） - 里見ユリ[注釈 10]
- ポーラ名作劇場 / 大変だァ（1970年、NETテレビ）
- 花王愛の劇場（TBS）
  - 愛と死と（1970年、東宝） - 相川キヨ子[注釈 11]
  - 花さくらんぼ（1984年、松竹）
- オバゲバ学園奮戦記（1970年、東京12チャンネル） - 姿三子(通称「ゲバ子」)
- 火曜日の女シリーズ / 蒼いけものたち（1970年、日本テレビ / 東宝） - 小夜子
- テレビスター劇場 / 待ったなし（1971年、MBS / 東宝） - 照子
- 人形佐七捕物帳（1971年、NET / 東宝） - おみね、面長お信乃（第14話「二人お信乃」）
- 夫婦ずし繫昌記（1971年、フジテレビ）
- プレイガール（1973年 - 1974年、東京12チャンネル / 東映）- 菱田ゆり子[注釈 12]
- ポーラテレビ小説 / 愛子（1973年 - 1974年、TBS） - 佐伯さつき
- 愛のサスペンス劇場 / 手紙-殺しへの招待-（1975年、日本テレビ / ユニオン映画）
- 大非常線（1976年、NET / 東映） - 若林眉子
- 銀河テレビ小説（NHK）
  - 新・自由学校（1978年1月9日 - 2月3日） - ユミ
  - 天からやって来た猫（1982年1月4日 - 1月29日）
- 土曜劇場 / 陽気な逃亡（1980年8月16日 - 11月1日、フジテレビ）- 泉
- ライオン奥様劇場 / おれは亭主だ（1982年、フジテレビ）
- 必殺仕切人（1984年、ABC / 松竹） - お勝
- 牙狼＜GARO＞〜MAKAISENKI〜（2011年、テレビ東京 / 東北新社 / オムニバス・ジャパン） - グレス
- 連続テレビ小説 / まれ（2015年、NHK） - 紺谷まさえ[注釈 13]

#### ゲスト・単発出演
- ただいま見習い中 第24話「逃げないでママ」（1967年2月5日、国際放映/東宝/フジテレビ） - 桑原悦子　※「菱見地谷子」名義[26][27]
- ナショナル劇場　ドカンと一発! 第11話「宝さがし作戦」（1969年1月6日、TBS / 渡辺企画）- 佐藤千代松の妹
- おーい幸福! 第5話「オーイ・バカンス！」（1969年8月25日、日本テレビ/東宝） - ルミ
- 鬼平犯科帳（NET / 東宝）
  - 第1シリーズ 第5話「怪談さざ浪伝兵衛」（1969年11月4日） - お春
  - 第2シリーズ 第10話「隠居金七百両」（1971年12月9日） - お順
- おんなの劇場「離縁」第2話～第4話(全4話)（1969年10月10日・17日・24日、フジテレビ） - お高[28]
  - 新平四郎危機一発 第8話「白昼の死角」（1969年11月19日、国際放映/TBS/東宝）- 平四郎が経営するフラワーショップの店員[29]
- 東京バイパス指令 第56話「狙われた刑事」（1969年11月28日、日本テレビ / 東宝 / 国際放映） - 長一倉庫の支店長の娘
- 金メダルへのターン! 第23話（1970年12月3日、フジテレビ / 東宝） - 白川英子
- ミラーマン 第7話「打倒! 人体侵略作戦」（1972年1月23日、フジテレビ / 円谷プロ） - 成瀬小夜子
- 旗本退屈男 第21話「笑う六地蔵」（1971年2月23日、フジテレビ / 東宝） - おきよ
- 弥次喜多隠密道中 第24話「過去を持つ男」（1972年3月16日、日本テレビ /歌舞伎座テレビ室） - お千代
- 荒野の素浪人 第1シリーズ 第21話「激闘 竜神峡の反乱」（1972年5月23日、NET / 三船プロ） - お福
- 飛び出せ!青春 第37話「結局はただの人間なのか先生も!!」（1972年12月31日、日本テレビ / 東宝 / テアトル・プロ） - 木本教諭の恋人
- プレイガール 第213話「裸女は楽園へ帰れ」（1973年4月30日、東京12チャンネル / 東映） - えり子
- こんな男でよかったら 第9話（1973年5月28日、YTV / 国際放映） - ルミイ
- 太陽にほえろ! 第53話「ジーパン刑事登場!」（1973年7月20日、日本テレビ / 東宝） - 大場清枝
- 肝っ玉捕物帳 第11話「別れの朝に姫君泣いた」（1973年11月17日、フジテレビ） - お澄
- 帽子とひまわり 第13話「沼は汚れているか」（1974年7月3日、NHK）[30]
- ウルトラシリーズ
  - ウルトラマンレオ 第29話「日本名作民話シリーズ! 運命の再会! ダンとアンヌ」（1974年10月25日、TBS / 円谷プロ） - アンヌに似た女
  - 私が愛したウルトラセブン 第2部「夢見る力」 （1993年2月20日、NHK / 円谷プロ） - 詩集売りの女
  - ウルトラセブン 太陽エネルギー作戦（1994年3月21日、日本テレビ / 円谷プロ） - 楠木アンヌ
  - ULTRASEVEN X Episode12「NEW WORLD」（2007年12月21日、CBC / 円谷プロ） - アンヌ
- 非情のライセンス 第2シリーズ 第26話「兇悪の友情」（1975年3月27日、NET / 東映） - 悠子
- プレイガールQ 第27話「女は裸で奇々怪々」（1975年4月7日、東京12チャンネル / 東映） -　 赤木弘子
- 晩秋 第2話「義父という男」・第7話「愛の孤独」（1975年7月10日・8月14日、松竹 / よみうりテレビ）- 鶴松[31][32]
- ザ★ゴリラ7 第23話「死刑台へ急ぐ野郎ども」（1975年9月5日、NET / 東映） - ミキ
- 新・坊っちゃん 第13話「ゆらゆらゆらと紙の船」（1976年1月16日、NHK） - 桔梗
- 銭形平次 第567話「涙の帰り花」（1977年3月30日、フジテレビ / 東映） - お縫[33]
- 同心部屋御用帳 江戸の旋風 第3シリーズ 第28話「お百度詣りの女」（1977年11月24日、フジテレビ / 東宝） - お加代
- 人形佐七捕物帳 第27話「豆六に女難の相!」（1977年11月5日、テレビ朝日 / 東映） - お新
- 新幹線公安官 第2シリーズ 第6話「レイテ爺さんの始発駅」（1978年5月8日、テレビ朝日 / 東映） - ケイ子
- 明日の刑事 第41話「予備校ジャック！狙われた30人の命」（1978年8月16日、大映テレビ、TBS）[34]
- 金曜ドラマ / 家族熱 第8回「かたき同志」、第9回「女と妻の一夜」、第10回「男のうしろ姿」（1978年8月25日 - 9月8日、TBS） - 葛尾チエ
- 新五捕物帳（日本テレビ / ユニオン映画）
  - 第46話「花咲く愛の親心」（1978年11月14日） - お艶
  - 第113話「鈴哀し夢の故郷」（1980年9月2日） - おふみ
- 土曜ドラマ / 鎌田敏夫シリーズ 十字路 第二部 第2話「富士山麓編 樹海の中の少女」（1978年12月9日、NHK） - 由紀江
- 薔薇海峡 第24話「さまざまな愛が今ほとばしる」（1979年6月1日、TBS / 大映テレビ）- みどり
- 熱中時代 刑事編 第13話「新婚旅行で大手柄」（1979年6月30日、日本テレビ / ユニオン映画） - 三千代
- ザ・スーパーガール 第17話「女囚脱獄 復讐に燃えた女体」（1979年7月23日、東京12チャンネル / 東映） - 山田ヒロ子
- 土曜ワイド劇場（テレビ朝日）
  - 自画像の怪・夫の亡霊に脅える女（1979年9月8日、東宝映像）[35]
  - 悪霊の住む家・危険な誘惑（1980年6月7日、東宝映像） - 久枝[36]
- 水曜劇場 / 家路〜ママ・ドント・クライ 第13話「誘拐ふっとぶボヤ騒動」（1979年11月7日、TBS） - ヒカルを誘拐する妊婦
- 大空港 第61話「兇悪密輸組織撃滅作戦」（1979年11月19日、フジテレビ / 松竹） - 林田美由紀（リン・コウラン）
- 必殺仕事人 第42話「隠し技 暗闇とどめ刺し」（1980年3月7日、ABC / 松竹） - おとよ
- 特命刑事 第5話「小さな亡命者」（1980年8月26日、日本テレビ / 東映） - マーサ・ミズシマ[37]
- ゴールデン劇場「ある日突然?!スパゲティ・ママの青春白書」第1話（1980年9月25日、テレビ朝日） - 陽子[38]
- 特捜最前線（テレビ朝日 / 東映）
  - 第226話「太鼓を打つ刑事!」（1981年9月16日）
  - 第265話「遠い炎の記憶!」（1982年6月16日） - 内山佐和子
  - 第334話「東京犯罪ガイド!」（1983年10月19日） - 木村ももえ
- それゆけ!レッドビッキーズ 第61話「ミルクと松葉杖の少女」（1981年11月29日、テレビ朝日 / 東映） - 河合みどりの母
- 女捜査官 第2話「産婦人科からのSOS信号」（1982年3月12日、朝日放送 / テレパック） - クラブ「キャッツアイ」のママ
- 松本清張の内海の輪（1982年4月17日、TBS / 大映テレビ）
- ガラスの知恵の輪 第5話（1982年6月23日、毎日放送） - キミエ[39]
- ハウスこども傑作シリーズ / 「おとうさんのつうしんぼ　祐子の計画」（1982年11月9日、テレビ朝日） - 母・康子[40]
- 暁に斬る! 第7話「誤診の罠」（1982年11月16日、関西テレビ）
- ママの涙はハート色（1983年1月19日、フジテレビ）[41]
- 御宿かわせみ 第2シリーズ 第17話「梅一輪」（1983年2月23日、NHK） - お角
- 探偵・神津恭介の殺人推理2 / 影なき女（1985年2月2日、テレビ朝日 / 松竹）
- 棄てられた女　前篇（1985年6月19日、TBS / セントラルアーツほか） - マンションの女[42][43]
- 迷宮課刑事おみやさん 第1シリーズ 第1話「10年前のボタン刺青死美人が今日…!」（1985年8月2日、ABC / STAFFアズバーズ）
- 刑事物語'85 第19話「少年はなぜ母を刺したのか?」（1985年8月18日、日本テレビ / ユニオン映画）
- スーパー戦隊シリーズ（テレビ朝日 / 東映）
  - 電撃戦隊チェンジマン 第32話「ナナ! 危険な再会」、第33話「ギルークの最期!?」（1985年9月7日・14日） - 田村家・妻
  - 光戦隊マスクマン 第6話「夢のゴッドハンド」（1987年4月4日） - ノリオの母
- 遠山の金さん 第1シリーズ 第154話「未婚の母! 愛の子育て夢日記」（1985年9月5日、テレビ朝日 / 東映） - お峰
- 火曜サスペンス劇場 / 「ガラスの家族」（1985年12月17日、日本テレビ / 松竹）[44]
- 赤ちゃんに乾杯！ 第9話「この子誰の子？」（1987年12月5日、木下プロダクション / TBS）[45]
- 白衣の復讐 ブルートレイン医師連続殺人事件（1987年12月18日、宝映企画 / フジテレビ） - 藤井君子[46]
- 土曜ワイド劇場 / 牟田刑事官事件ファイル9 「岸辺に立つ女」（1988年10月29日、テレビ朝日 / C.A.L） - 焼鳥屋「一の鳥」の女将[47]
- 花王 愛の劇場「かけおち通り」（1988年11月28日 - 12月2日、東京映画新社 / TBS） - 第3週ゲスト
- 七瀬ふたたび 第11話・第12話（1998年、テレビ東京 / プラネットエンターテイメント） - 一瀬栄子[48][49]
- 仮面天使ロゼッタ 第7話「迷子の死体」・第9話「森の叫び」（1998年8月15日・29日、テレビ東京 / フォーサム / レイ・アップ / 円谷映像） - 安野部長
- BSドラマ「あした天気に」第1話「私のお父さん」・第5話「一番好きな人（1998年4月4日・5月2日、NHK） - 下村照江[50]
- 幸せづくり 第30話～第32話（1999年2月12日・15～16日、東海テレビ / 東宝） - 堀江篤子[51][52][注釈 14]
- はいかい indies film maker's B  “Babble in the Night”（1999年1月9日、テレビ東京 / インターフレンド） - 占い師
- 匿名探偵 第1期 第5話「探偵とまぼろしの女」（2012年11月9日、テレビ朝日 / MMJ） - キャバクラのママ
- 怪獣倶楽部〜空想特撮青春記〜 第4話（2017年6月4日、MBS / 2017年6月6日、TBS / ドリマックス・テレビジョン） - ユリコの母

### 劇場アニメ
- スカイ・クロラ The Sky Crawlers（2008年、松竹） - ユリ

### テレビアニメ
- ゲートキーパーズ（2000年、WOWOW） - 浮矢和子[53]
- 地獄少女 宵伽（2017年、TOKYO MX） - オープニングナレーション

### オリジナルビデオ
- 亡霊学級（1996年、大映） - 目黒ユリ（演：宮澤寿梨）の母
- THEウルトラ伝説 / ウルトラセブン映像大図鑑（TBSビデオ） - ナレーター

### OVA
- ゲートキーパーズ21（2002年） - 池田（旧姓:浮矢）朗美（浮矢和子の娘の成長後）

### その他のテレビ番組ほか
- ウルトラセブンソノシート（1967年 - 1968年） - アンヌ隊員、ピット星人
- ウルトラセブン誕生40周年記念特番 / 僕たちのウルトラセブン 〜40年目の同窓会〜（2007年、TBS）
- 徹底検証! ぼくらのウルトラマン伝説
- 〜昭和のヒーロー『ウルトラQ』、『ウルトラマン』、『ウルトラセブン』誕生秘話〜（2011年、BS日テレ）
- 競馬場の達人（2011年、グリーンチャンネル）
- 4Kで進化するウルトラセブン[54]（2020年、NHK BS4K、NHK BSプレミアム）

## ディスコグラフィー
- 音の怪獣図鑑 VOL.2（1994年） - アンヌ隊員の声でのナレーター
- 円谷プロBGMコレクション・リミテッドエディション 円谷プロダクション アーリーデイズ・クロニクル（2000年） - ナレーター
- アンヌのテーマ（2000年） - イメージポエム「アンヌの休暇」朗読
- ウルトラマンメビウス（2006年） - Project DMM with ウルトラ防衛隊の一員として

## 書籍

### 単著
- 『セブン セブン セブン －わたしの恋人ウルトラセブン』（1997年1月、小学館）ISBN 4093872139
  - 『セブンセブンセブン －アンヌ再び…』（2001年3月、小学館文庫） ISBN 4094020764、一部写真等入替
- 『アンヌとゆり子－隊員服を脱いだ私』（2000年3月、同文書院）ISBN 4810377091
  - 改題版『隊員服を脱いだ私』（2002年8月、講談社）ISBN 406330177X
  - 改訂新版『アンヌとゆり子』（2024年6月、復刊ドットコム）ISBN 4835459245
- 『アンヌ今昔物語　ウルトラセブンよ永遠に・・・』（2017年7月、小学館）ISBN 9784093885621

### 共著
- 『万華鏡の女　女優ひし美ゆり子』樋口尚文と（2011年5月、筑摩書房）ISBN 978-4480873651
  - 『万華鏡の女　女優ひし美ゆり子』（2020年1月、ちくま文庫）ISBN 978-4480436351
- 『ダンとアンヌとウルトラセブン 森次晃嗣・ひし美ゆり子2人が語る見どころガイド』森次晃嗣と（2021年2月、小学館）ISBN 978-4093887977

### 写真集
- 『アンヌへの手紙。』（1997年7月、講談社）ISBN 4062090228
- 『アンヌ∞(infinity)』（1998年12月、講談社） - ブックレット+CD-ROM ISBN 4062093669
- 『ひし美ゆり子写真集 YURIKO 1967-73』（2002年8月、パイオニアLDC）ISBN 489452662X
- 『ひし美ゆり子写真集 All of Anne』（2003年10月、ジェネオンエンタテインメント）ISBN 4894527634
- 『ひし美ゆり子写真集 YURIKO 1967-73<新装版>』（2006年9月、ジェネオンエンタテインメント）ISBN 4862351980
- 『永久保存版写真集平凡パンチ'70 The Nude 高橋惠子 ひし美ゆり子 東てる美』（2012年4月26日、マガジンハウス）ISBN 978-4838724222
- 『ひし美ゆり子写真集 All of Anne:plus』（2013年2月、復刊ドットコム） ISBN 978-4-8354-4919-7
- 『ひし美ゆり子写真集 YURIKO 1967-73 Evergreen』（2015年1月、復刊ドットコム） ISBN 978-4-8354-5147-3
- 『ひし美ゆり子写真集 All of Anne：2021』（2021年2月、復刊ドットコム）ISBN 978-4-8354-5785-7
- 『私家版・ひし美ゆり子 クロニクル 1 「井の頭公園と私 1954-70」』（2021年5月、復刊ドットコム）
- 『days of ANNE 1967-2008』（2023年10月、復刊ドットコム）ISBN 978-4-8354-5900-4
- 『ひし美ゆり子写真集 YURIKO 1967-73<新装丁リニューアル版>』（2023年11月、復刊ドットコム） ISBN 978-4-8354-5902-8

## ひし美ゆり子に相当する役を演じた女優
- 田村英里子〈アンヌ〉『私が愛したウルトラセブン』（1993年、NHK）